# Sony Ericsson P990

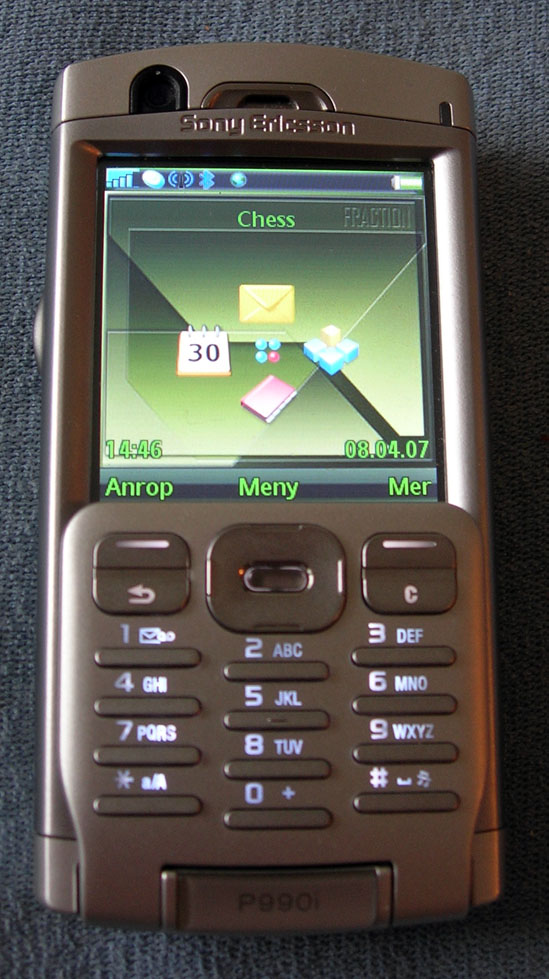
Sony Ericsson P990i

Sony Ericsson P990i, 3G-smartphone som bygger på Symbian UIQ 3.0. P990i är en uppföljare till P910. De främsta egenskaperna är 3G, WLAN och Push e-mail.

## Kritik
P990 har blivit ökänd för alla mjukvaruproblem. Fortfarande ett år efter att telefonen lanserades fanns det kvar många buggar och stor instabilitet. Till mångas förvåning meddelade Sony Ericsson att man ändå ansåg att produkten var såpass stabil att företaget inte planerade att utveckla någon ny mjukvara, trots att telefonen närmast var i ett obrukbart skick. Efter en storm av kritik, både från upprörda kunder och utvecklare så ändrade sig Sony Ericsson, och utlovade en uppdatering till (Aug. 2007). Trots den senaste uppdateringen så finns i stort sett många av problemen kvar. 
Fel som ofta dyker upp i kritiken är:
- Ibland mycket långa responstider vid menynavigeringar.
- Inkommande samtal som går direkt till röstbrevlåda utan någon uppenbar anledning
- SMS/MMS visar sig inte förrän batteriet har plockats ur, och telefonen åter har startats.
- Telefonen hänger sig och kan inte längre navigeras.
- Telefonen bootar spontant om.

## Specifikationer
- Allmänt
- Nätverk: 	UMTS / GSM 900 / GSM 1800 / GSM 1900
- Lanserad: 	2005, 4Q
- Storlek
- Dimensioner: 	114 x 57 x 26 mm
- Vikt: 	150 g
- Display
- Typ: 	TFT touchscreen, 256K färger
- Storlek: 240 x 320 pixels, 41 x 56 mm
- - QWERTY tangentbord
- - Handstilsigenkänning
- Ringsignaler
- Typ: 	Polyfoniska (40 kanaler), MP3, AAC
- Vibrationsignal
- Minne
- Telefonbok: 12 fält
- Minneskort: 	Memory Stick Duo Pro, 64 MB-kort inkluderat (kompatibel med kort med max 4GB)
- - 128 MB Flash, 64 MB RAM
- - 60 MB användarminne
- Data
- GPRS: 	Class 10 (4+1/3+2 slots), 32 - 48 kbps
- HSCSD
- 3G: 	384 kbps
- WLAN:Wi-Fi 802.11b
- Bluetooth: 	v2.0
- IR port
- USB: 	v2.0
- Funktioner
- OS: 	Symbian OS v9.1, UIQ 3.0
- Meddelanden: 	SMS, EMS, MMS, EMail
- Browsers: 	WAP 2.0/xHTML, HTML (Opera 8.0), RSS reader
- Spel: 	Vijay Singh Pro Golf, Quadrapop + downloadable, special offer
- Färger: 	Premium Silver
- Kamera: 	2 MP, 1600x1200 pixels, autofocus, video, blixt, videosamtals kamera VGA 640x480 pixels.
- - Java MIDP 2.0
- - FM radio med RDS
- - MP3/AAC spelare
- - T9
- - SyncML 1.2
- - Officeprogram
- - Fotoalbum
- - Högtalartelefon
- Batteri
- Standard batteri: Li-Ion
- Stand-by: 	Upp till 400 h
- Taltid: 	Upp till 9 h